# Synchiropus postulus
Synchiropus postulus är en fiskart som beskrevs av Smith, 1963. Synchiropus postulus ingår i släktet Synchiropus och familjen sjökocksfiskar. Inga underarter finns listade i Catalogue of Life.